# 刘关仁
刘关仁（1946年2月—），男，上海人，中华人民共和国外交官，曾任中华人民共和国驻萨摩亚独立国特命全权大使。

## 生平
1969年，毕业于上海外国语学院法语系。1971年，进入中华人民共和国外交部工作。2004年6月，出任中华人民共和国驻萨摩亚大使。2006年4月，自驻萨摩亚大使离任。